# John Bentham
John James Bentham (sinh ngày 3 tháng 3 năm 1963) là một cựu cầu thủ bóng đá người Anh thi đấu ở vị trí tiền vệ chạy cánh ở Football League cho York City và đầu quân cho Bolton Wanderers với tư cách cầu thủ nhí.